# Смольник (притока Цірохи)
Смольник (словац. Smolník) — річка в Словаччині, права притока Цірохи, протікає в окрузі Снина.
Довжина — 6.6 км. Витік знаходиться в масиві Буковський Врх — на висоті 750 метрів. Протікає територією колишніх сіл Велика Поляна і Смольник.
Впадає у Ціроху на висоті 368 метрів.